# (500592) 2012 UJ104
(500592) 2012 UJ104 es un asteroide perteneciente al cinturón de asteroides descubierto el 19 de octubre de 2012 por el equipo del Mount Lemmon Survey desde el Observatorio del Monte Lemmon, Arizona, Estados Unidos.

## Designación y nombre
Designado provisionalmente como 2012 UJ104.

## Características orbitales
2012 UJ104 está situado a una distancia media del Sol de 3,111 ua, pudiendo alejarse hasta 3,393 ua y acercarse hasta 2,830 ua. Su excentricidad es 0,090 y la inclinación orbital 9,085 grados. Emplea 2004,98 días en completar una órbita alrededor del Sol.

## Características físicas
La magnitud absoluta de 2012 UJ104 es 16,1. 